# 南川 (郡山市)
南川（みなみがわ）は、福島県郡山市を流れる阿武隈川水系の一級河川である。

## 地理
市内の逢瀬町多田野から大槻町付近を流れて安積町日出山で阿武隈川に合流する。大部分は安積疏水の第五分水路として建設された灌漑用の用水路である。

## 南川渓谷
南川の下流は、戦後になって付近が急速に宅地化したことで年々水質が悪化し、整備されるまでは川のいたるところ投げ捨てられたゴミが溜まる、ドブ川のような有様だった。
しかし、川の一帯は渓谷状の地形で、市街地近くにもかかわらず比較的自然に近い姿が残っていることから、その自然を後世まで残すことを目的にして浄化が進められるとともに、国道4号バイパスから五百淵公園付近までの約1.6kmの南川一帯が吊橋やあずまやを備えた散策路として2000年までに整備され、南川渓谷と呼ばれるようになった。翌2001年には手づくり郷土賞（地域整備部門）を受賞し、ふくしまの遊歩道50選に選出。また、2004年には、せせらぎこみちとともに美しい日本の歩きたくなるみち500選にも選ばれている。

### 施設
- 多目的広場
- 駐車場(あさかのバイパス付近と久留米四丁目付近に数台分)
- 吊橋
- あずまや
- 展望台
- トイレ

### アクセス
- 郡山駅から福島交通バス栄町経由柴宮団地行で「桜小学校」下車または池ノ台経由鎗ヶ池団地行で「北井入口」下車

## その他
- 川にかかる各橋は、阿武隈川との合流点側から順に睦月橋、如月橋のように橋の名前に旧暦の月名がつけられ、欄干にはその月にちなんだ万葉集の歌が刻まれている[3]。